# ژان-گی گوتیه
ژان-گی گوتیه (انگلیسی: Jean-Guy Gautier; ۳۰ دسامبر ۱۸۷۵ – ۲۳ اکتبر ۱۹۳۸) بازیکن راگبی ۱۵ نفره اهل فرانسه بود.